# Niclas Leffler
Niclas Leffler (Niklas, Nicolaus, Nils)(han använde själv stavningen Niklas enligt bevarade brev och signaturer på sin konst), född 19 februari 1775 i Göteborg, död 26 januari 1828 i Göteborg, var en svensk målare och tecknare.
Han var son till skeppsklareraren Johan Håkan Leffler och Elisabeth Kullman och gift med Sophie Amalie Hiorth. Han var far till 9 söner och 1 dotter. Bland sönerna var konstnären Robert Leffler samt bagarmästaren Theodor Ferdinand Leffler som lämnat efter sig ett stipendium som fortf är aktiv idag.. Han studerade vid Konstakademien i Stockholm och medverkade i akademiens utställning 1793 där han belönades med tredje medaljen för en figurteckning. Tillsammans med sin syssling Per Krafft reste han till Köpenhamn 1796 för att studera vidare vid Det Kongelige Danske Kunstakademi. Efter studierna bosatte han sig några år i Köpenhamn där han försörjde sig som ämbetsmålare innan han 1813 fick burskap som konterfejare i Göteborg. Leffler finns representerad vid Nationalmuseum i Stockholm.